# Camila Sodi
Camila Ía González Sodi (Mexikóváros, 1986. május 14. –) mexikói színésznő, énekesnő és modell. Thalía unokahúga.

## Élete és pályafutása
1986. május 14-én született Mexikóvárosban. Édesanyja Ernestina Sodi. Karrierjét 2002-ben kezdte. 2004-ben A liliomlány című telenovella főszereplője lett Valentino Lanus mellett.
2008. február 5-én hozzáment Diego Luna mexikói színészhez. 2008. augusztus 12-én életet adott fiának, Jéronimo Lunának. 2010. július 1-én lánya született, aki a Fiona Luna nevet kapta. 2013-ban elvált férjétől.
2015 és 2016 között a Ne hagyj el! című telenovellában játszotta a főhősnő, Paulina, majd Valentina szerepét Osvaldo Benavides és Ignacio Casano partnereként.
2020-ban megkapta a Rubí című sorozat címszerepét José Ron oldalán.

## Filmográfia
- El pulso (2002-2004) Telehit
- A liliomlány (Inocente de ti) (2004-2005) Televisa , Fonovideo .... Flor de María "Florecita" González  (Magyar hangja: Roatis Andrea)
- El búfalo de la noche (2007) .... Rebeca
- Vad angyalok (Niñas mal) (2007) .... Pía (Magyar hangja: Hermann Lilla)
- Déficit (2007) .... Elisa
- Arráncame la vida (2008) .... Lilia Ascencio
- El despertar (2014)
- Amor de mis amores (2014) .... Andrea
- Señorita Pólvora (2014) Televisa , Sony Pictures .... Valentina Cárdenas
- El placer es mio (2015) .... Camila
- Ne hagyj el! (A que no me dejas) (2015-2016) Televisa .... Paulina Murat Urrutia / Valentina Olmedo Murat (Magyar hangja: Szabó Luca)
- Compadres (2016) .... Emilia
- Made in Hollywood (2016) .... Camila Sodi
- Un mal date (2016) .... Ex
- Cómo cortar a tu patán (2017) .... Natalia
- El ángel en el reloj (2017) .... Martina
- Camino a Marte (2017) .... Violeta
- Luis Miguel: La serie (2018) .... Erika
- Vigyázz, kész, Morc! (Ahí Viene Cascarrabias / Here Comes the Grump) (2018) .... Hajnal hercegnő (szinkronhang) (Magyar hangja: Csuha Bori)
- Distrito salvaje (2018) .... Giselle
- Falsa identidad (2018-2020) .... Isabel Fernández / Camila de Guevara / Lisa Dunn
- El exorcismo de Carmen Farías (2020) .... Carmen Farías
- Rubí visszatér (Rubí) (2020) Televisa , Univision .... Rubí Pérez Ochoa (Magyar hangja: Gyöngy Zsuzsa)